# Hong Kong Senior Challenge Shield 2012/13
Der Hong Kong Senior Challenge Shield 2012/13 war die 111. Austragung eines K.-o.-Fußballwettbewerbs in Hongkong. Teilnehmer waren die neun Mannschaften der ersten Liga, der Hong Kong Premier League. Das Turnier begann am 22. September 2012 und endete mit dem Finale im Hong Kong Stadium am 27. Januar 2013. Titelverteidiger war der Eastern AA.

## Termine
| Runde         | Datum |
| ------------- | --- |
| 1. Runde      | 22. September 2012 (Hinspiel) 23. September 2012 (Hinspiel) 10. Oktober 2012 (Rückspiel) 11. Oktober 2012 (Rückspiel)                                                           |
| Viertelfinale | 28. Oktober 2012 (Hinspiel) 17. November 2012 (Hinspiel) 18. November 2012 (Hinspiel) 22. November 2012 (Rückspiel) 24. November 2012 (Rückspiel) 25. November 2012 (Rückspiel) |
| Halbfinale    | 15. Dezember 2012 (Hinspiel) 16. Dezember 2012 (Hinspiel) 5. Januar 2013 (Rückspiel) 6. Januar 2013 (Rückspiel)                                                                 |
| Finale        | 27. Januar 2013 |

## Erste Runde
|                                                            | Gesamt |                      | Hinspiel | Rückspiel |
| ---------------------------------------------------------- | ------ | -------------------- | -------- | --------- |
| 22. September 2012 (Hinspiel) 10. Oktober 2012 (Rückspiel) |        |                      |          |           |
| Biu Chun Rangers                                           | 1:9    | Citizen AA           | 1:5      | 0:4       |
| 23. September 2012 (Hinspiel) 11. Oktober 2012 (Rückspiel) |        |                      |          |           |
| Wofoo Tai Po                                               | 2:0    | Yokohama FC Hongkong | 2:0      | 0:0       |

## Viertelfinale
|                                                            | Gesamt |                        | Hinspiel | Rückspiel |
| ---------------------------------------------------------- | ------ | ---------------------- | -------- | --------- |
| 28. Oktober 2012 (Hinspiel) 24. November 2012 (Rückspiel)  |        |                        |          |           |
| Southern District FC                                       | 2:1    | Sun Pegasus            | 0:1      | 2:0       |
| 18. November 2012 (Hinspiel) 24. November 2012 (Rückspiel) |        |                        |          |           |
| Tuen Mun SA                                                | 3:7    | Wofoo Tai Po           | 3:2      | 0:5       |
| 17. November 2012 (Hinspiel) 25. November 2012 (Rückspiel) |        |                        |          |           |
| South China AA                                             | 1:0    | Kitchee SC             | 1:0      | 0:0       |
| 17. November 2012 (Hinspiel) 22. November 2012 (Rückspiel) |        |                        |          |           |
| Citizen AA                                                 | 2:1    | Sunray Cave JC Sun Hei | 1:0      | 1:1       |

## Halbfinale
|                                                         | Gesamt |                      | Hinspiel | Rückspiel |
| ------------------------------------------------------- | ------ | -------------------- | -------- | --------- |
| 15. Dezember 2012 (Hinspiel) 5. Januar 2013 (Rückspiel) |        |                      |          |           |
| South China AA                                          | 2:3    | Citizen AA           | 2:3      | 0:0       |
| 16. Dezember 2012 (Hinspiel) 6. Januar 2013 (Rückspiel) |        |                      |          |           |
| Wofoo Tai Po                                            | 3:2    | Southern District FC | 0:1      | 3:1       |

## Finale
|                                     | Ergebnis              |            |
| ----------------------------------- | --------------------- | ---------- |
| 12. Januar 2014 (Hong Kong Stadium) |                       |            |
| Wofoo Tai Po                        | 2:2 n. V. (5:3 i. E.) | Citizen AA |